# Quid (enciclopedia)

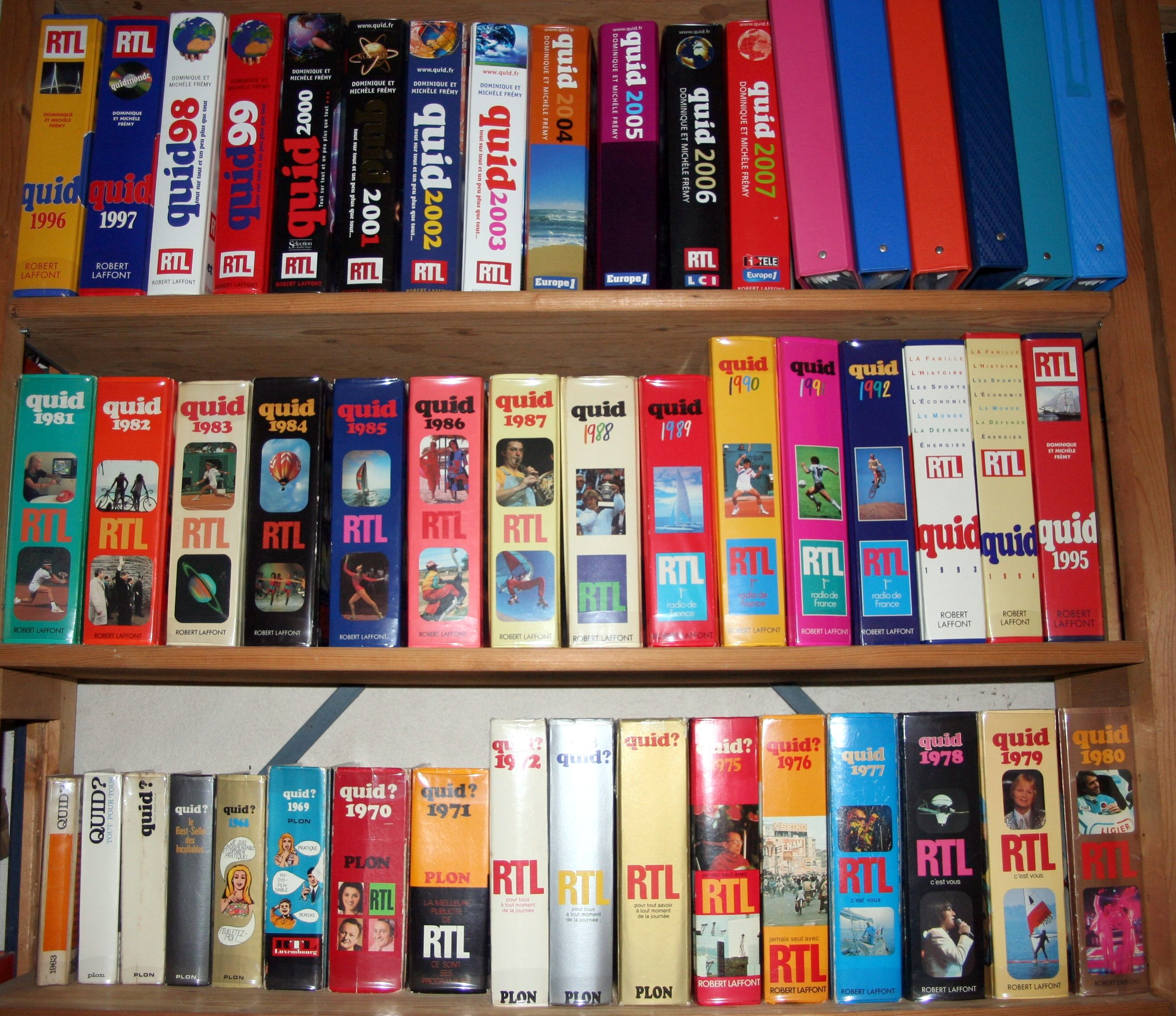
Colección de enciclopedias de Quid

Quid es una obra enciclopédica en francés en un solo tomo, de aparición anual, que tiene el objetivo de reunir, de una forma muy condensada, a menudo en estilo telegráfico y abreviado, el máximo de informaciones cifradas sobre los hechos más variados. Fue creada por Dominique Frémy en 1963.

## Historia
La primera edición, aparecida en octubre de 1963, tenía el tamaño de un libro de bolsillo de 632 páginas. A partir de ese momento, ha crecido regularmente hasta alcanzar, en la edición de 2006, el tamaño de un diccionario grande, con cerca de 2200 páginas. Su éxito comercial no parece debilitarse pese a sus 42 años de existencia. 
Las últimas ediciones son también firmadas por Michèle Frémy, la esposa de Dominique Frémy.
Quid abrió su sitio web en 1997, bajo la dirección de Fabrice Frémy, En 2006, el sitio recibe entre 700.000 y 1.150.000 visitantes únicos cada mes.

## Quids especializados
- Grand Quid illustré, en 18 volúmenes
- Quid de mai 68
- Quid de Proust
- Quid de Maupassant
- Quid d'Alexandre Dumas
- Quid de la Tour Eiffel
- Quid des Présidents de la République
- Quid: le multimédia (suplemento color de Quid 1996).
- Quid Monde: CD-Rom sur les états du monde en Quid 1997.

## En Internet
Quid.fr propone:
- La totalidad de la enciclopedia anual Quid (zona premium, accesible solo mediante el pago de un abono anual).
- Ciudades y pueblos de Francia (proveniente de Villes et Villages de France et des Dom-Tom de Brigitte et Michel de La Torre): las 36.860 comunas francesas en fichas detalladas. Para cada comuna, Quid.fr traza su historia, indica sus principales datos naturales y demográficos, hace un repertorio de sus principales monumentos y curiosidades (civiles, militares y religiosas), presenta los rasgos sobresalientes de su vida local, sus recursos y producciones, etc.
- Atlas del mundo: más de 6000 mapas, fichas e ilustraciones sobre 208 estados y territorios del mundo (países, regiones, ciudades, sitios históricos y naturales).
- Quid Zoom: temas de actualidad.

## Condena por negacionismo
El 6 de julio de 2005, Quid fue condenada por el tribunal de grande instance de París por distorsión histórica en su manera de presentar el genocidio armenio de 1915 en sus ediciones 2002, 2003 y 2004, más específicamente en los artículos acerca de Turquía y Armenia. La sociedad responsable de la enciclopedia fue condenada, al igual que Éditions Robert Laffont, a pagar, a título de reparación, un euro simbólico por daños y perjuicios a las asociaciones Comité de défense de la cause arménienne, Conseil de coordination des organisations arméniennes de France, Mémoire 2000 y J’Accuse.
El tribunal reprocha a la obra haber, entre 2002 y 2004, yuxtapuesto las posiciones turca y armenia sobre el acontecimiento, privilegiando la primera, y recurrir a términos negacionistas, tales como «viaje» en lugar de «deportación». Finalmente, la enciclopedia fue sancionada por haber dado crédito a la tesis según la cual los armenios habrían sido masacrados a causa de su colaboración con Rusia durante la Primera Guerra Mundial. Quid, sin embargo, ha apelado esta decisión.